# ماسز (آلاباما)
ماسز (به انگلیسی: Mosses) شهری در شهرستان لاوندز ایالت آلاباما است که مساحت آن ۱۲٫۳۷ کیلومتر مربع است و در سرشماری سال ۲۰۱۰ میلادی، ۱٬۰۲۹ نفر جمعیت داشته و تراکم جمعیتی آن، ۸۳٫۱۹ نفر در هر کیلومتر مربع بوده است.